# Blangy-le-Château
Blangy-le-Château è un comune francese di 751 abitanti situato nel dipartimento del Calvados nella regione della Normandia.

## Società

### Evoluzione demografica
Abitanti censiti